# Higginsius fasciata
Higginsius fasciata är en fjärilsart som beskrevs av Carl Heinrich Hopffer 1874. Higginsius fasciata ingår i släktet Higginsius och familjen praktfjärilar. Inga underarter finns listade i Catalogue of Life.